# توني بريفا (سياسية)
توني بريفا (بالإنجليزية: Tony Briffa)‏ (من مواليد أنطوانيت بريفا (بالإنجليزية: Anthony Briffa)‏) هي سياسية مالطية-أسترالية معروفة بكونها أول رئيس بلدية وأول صاحب منصب عام ثنائي الجنس في العالم.
تعاني بريفا من متلازمة عدم الحساسية الجزئية للأندروجين، وهي عضوة مجلس مستقل ورئيسة بلدية ونائبة رئيس بلدية سابقة لمدينة هوبسونز باي، فيكتوريا.
نشأت بريفا كفتاة ثم عاشت لبعض الوقت كرجل وتختار الآن أن تعيش كأنثى ورجل في نفس الوقت. تعتبر بريفا من أوائل الأشخاص الذين أعلنوا عن شهادة ميلاد فارغة وغير محددة.

## النشأة
وُلدت توني بريفا في ألتونا، فيكتوريا مصابة بمتلازمة عدم الحساسية الجزئية للأندروجين وترعرعت في مرحلة الطفولة وتم إخصاءها في سن السابعة لفرض هذا الجنس المحدد. في حديثها إلى تحقيق أجراه مجلس الشيوخ الأسترالي في عام 2013 حول التعقيم غير الطوعي أو القسري للأشخاص ثنائيي الجنس في أستراليا، تصف بريفا كيف «أقنع الأطباء والدتي بالموافقة على إخصائي»:

## الحياة المهنية
عملت بريفا في مناصب مع وزارة الدفاع الأسترالية ومع الشرطة الفيدرالية الأسترالية. بريفا هي أول رئيس بلدية ثنائي الجنس في العالم، و «أول شاغل منصب ثنائي الجنس معروف في العالم الغربي»، شغلت منصب نائبة رئيس بلدية مدينة هوبسونز باي، فيكتوريا بين عام 2009 و 2011، ورئيسة بلدية بين 2011-2012. استقالت بريفا من منصب مستشار محلي في 14 فبراير 2014. وأعيد انتخابها في أكتوبر 2016 في مجلس مدينة هوبسونز باي.
شغلت بريفا سابقًا منصب رئيسة شبكة الدعم الجيني في فيكتوريا. وهي المديرة التنفيذية المشاركة لمنظمة حقوق الانسان ثنائيي الجنس أستراليا (بالإنجليزية: Intersex Human Rights Australia)‏ ونائبة رئيس منظمة دعم الأقران ثنائيي الجنس في أستراليا (بالإنجليزية: Intersex Peer Support Australia)‏ (المعروفة سابقًا باسم «مجموعة دعم عدم الحساسية الجزئية للأندروجين» (بالإنجليزية: Androgen Insensitivity Support Group Australia)‏؛ والتي وُصِفتا بأنهما «المجموعتان الرئيسيتان اللتان تدافعان من أجل حقوق الأشخاص ثنائيي الجنس في أستراليا.»